# Quédillac
Quédillac (en bretó Kedilieg) és un municipi francès, situat a la regió de Bretanya, al departament d'Ille i Vilaine. L'any 2006 tenia 1.036 habitants.

## Demografia
| 1962                                       | 1968  | 1975  | 1982  | 1990  | 1999 |
| ------------------------------------------ | ----- | ----- | ----- | ----- | ---- |
| 1.004                                      | 1.113 | 1.046 | 1.015 | 1.018 | 966  |
| Des de 1962: població sense dobles comptes |       |       |       |       |      |

## Administració
| Període   | Identitat      | Partit |
| --------- | -------------- | ------ |
| 1995-2008 | Francis Levrel |        |
| 2008-     | André Guitton  |        |